# Marc Wallenberg
Marc Wallenberg, född 28 juni 1924 i London i Storbritannien, död 19 november 1971 i Oscars församling i Stockholm, var en svensk bankman. Han var son till Marcus Wallenberg Jr, svärson till Walter Wehtje samt far till Marcus Wallenberg III och Axel Wallenberg.

## Utbildning
Som äldste son till Marcus Wallenberg var Marc Wallenberg ämnad att föra finansfamiljens traditioner vidare och hans far planerade därför sonens utbildning så att denne skulle kunna ta över som familjens ledare. Det skulle dock visa sig att arvtagaren hade svårt att leva upp till faderns förväntningar. Vad beträffar såväl matematisk som verbal förmåga var han måttligt begåvad. Våren 1943 underkändes han i studentexamen men lyckades vid ett nytt försök på hösten, trots underkänt i det skriftliga matematikprovet, avlägga examen.
År 1944 påbörjade han, enligt den Wallenbergska traditionen, sin utbildning till sjöofficer. Han hade dock så stora svårigheter med ett flertal fundamentala ämnen, särskilt navigationskunskap, att han uppmanades att lämna flottan. Han valde då att övergå till Kustartilleriet, men även där var framgången så begränsad att han fann för gott att bli överflyttad till reservofficersutbildningen i kustartilleriets signal- och minavdelning.
Eftersom hans svaga studentbetyg hindrade honom från att studera vid Handelshögskolan i Stockholm påbörjade han hösten 1946 studier i ekonomiska ämnen vid Harvard i USA och kunde 1949 promoveras till Master of Business Administration.

## Karriär
Efter praktiktjänster vid ett flertal banker i USA och England anställdes han 1953 vid familjebanken och med ökad erfarenhet kom han så småningom att bli alltmer respekterad i affärskretsar.
Marc Wallenberg utnämndes till vice VD för Stockholms Enskilda Bank 1956 och efterträdde fadern som VD två år senare. Från slutet av 1960-talet deltog han aktivt och lojalt i arbetet med fusionen mellan Skandinaviska Banken och Stockholms Enskilda Bank, ett samgående som hade initierats av hans far och som denne drev med järnhand. Under sommaren 1971 var förhandlingsfrågorna lösta och den 21 september 1971 tillkännagavs sammanslagningen vid en presskonferens. I den nya banken, som formellt skulle bildas 1972, skulle Marc Wallenberg bli vice VD och Lars-Erik Thunholm VD samt Marcus Wallenberg ordförande. Vid Stockholms Enskilda Banks sista bolagsstämma den 15 oktober 1971 blev det uppenbart att Marcus Wallenbergs äldre bror, Jacob Wallenberg, hade motsatt sig fusionen, som dock beslutades med stor majoritet.
Marc Wallenberg utsågs av Handelshögskoleföreningen till ledamot i Handelshögskolan i Stockholms direktion, Handelshögskolan i Stockholms högsta verkställande organ, där han var skattmästare 1965–1971.

### Självmordet
Torsdagen den 18 november 1971 höll familjebanken ett ordinarie styrelsemöte. På morgonen hade Marc Wallenberg kommit med flyg från Värnamo, där han föregående dag hade deltagit i en företagardebatt. Han hade vid denna blivit tillfrågad om varför Wallenberggruppen påbörjat ett bygge av en ny massafabrik i Hyltebruk, trots att man ännu inte fått tillstånd till detta. Hans svar på frågan hade varit obetänksamt. Han hade svarat att man hellre lät sig åtalas för miljöbrott än att tvingas betala skadestånd till en massaköpare för avtalsbrott. Uttalandet slogs upp stort i pressen och han kom också att på styrelsemötet mötas av kritik från sin far. På kvällen uteblev han från en mottagning på italienska ambassaden och han kom inte hem till natten. Dagen efter hittades hans bil vid sjön Orlången i Huddinge. Jacob Palmstierna och Peder Bonde anlände till platsen vid 12-tiden och var de första som såg Marc Wallenbergs döda kropp ett stycke från bilen och kunde bekräfta hans identitet. Marc Wallenberg hade tagit sitt liv med en älgstudsare.
Vilken betydelse påfrestningarna med banksamgåendet hade för självmordet kan inte avgöras. Hans arbetsbörda var stor och förväntningarna och pressen på honom var inte mindre. Marcus Wallenberg ansåg att sonens långvariga förkylning och medicinering med sulfapreparat kan ha varit ödesdiger. En annan orsak bedöms vara depression.
Trots att det är sannolikt att Marc Wallenberg dog den 18 november kom den officiella dödsdagen att sättas till den 19 november 1971, den dag då han påträffades död. Den dag, som familjen valt att ange på hans gravsten är dock den 18 november. Den 19 november är dynastigrundaren André Oscar Wallenbergs födelsedag, en för familjen betydelsefull dag, som alltid firades.

### Familj
Marc Wallenberg var från 1955 till sin död gift med Olga Wehtje (född 1930), dotter till direktören Walter Wehtje och Gurli Bergström samt dotterdotter till Paul U. Bergström. De fick fyra barn: Marcus Wallenberg, Axel Wallenberg, Mariana Wallenberg (född 1965) och Caroline Wallenberg (född 1968).

## Utmärkelser
- Riddare av Vasaorden, senast 1962.[19]